# Wavrans-sur-Ternoise
Wavrans-sur-Ternoise ist eine französische Gemeinde mit 196 Einwohnern (Stand 1. Januar 2022) im Arrondissement Arras des Départements Pas-de-Calais. Sie liegt im Kanton Saint-Pol-sur-Ternoise und ist Mitglied des Kommunalverbandes Ternois.
| Fleury     |         | Hernicourt |
|            | Kompass |            |
| Pierremont |         |            |

## Sehenswürdigkeiten

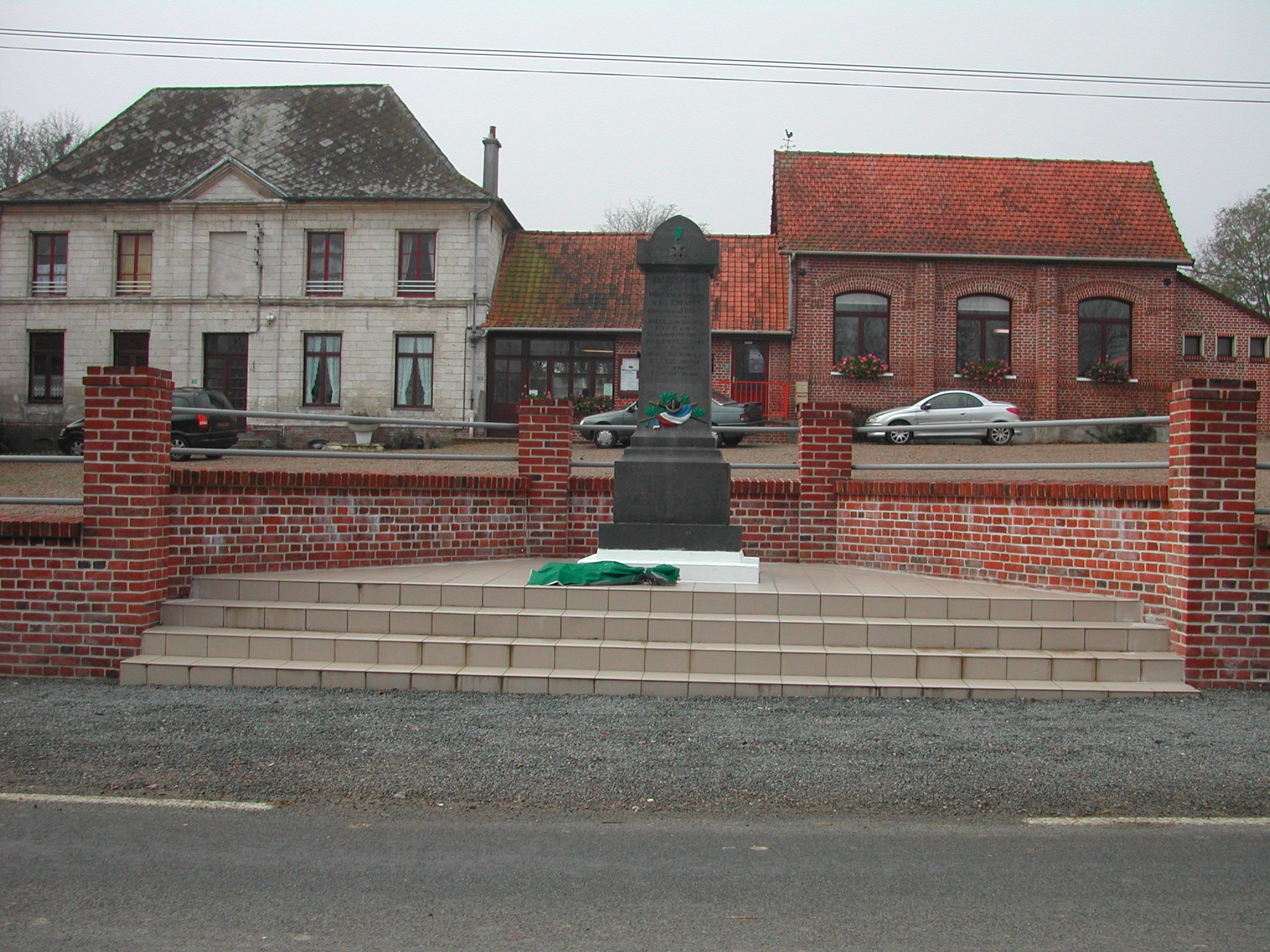
Kriegerdenkmal
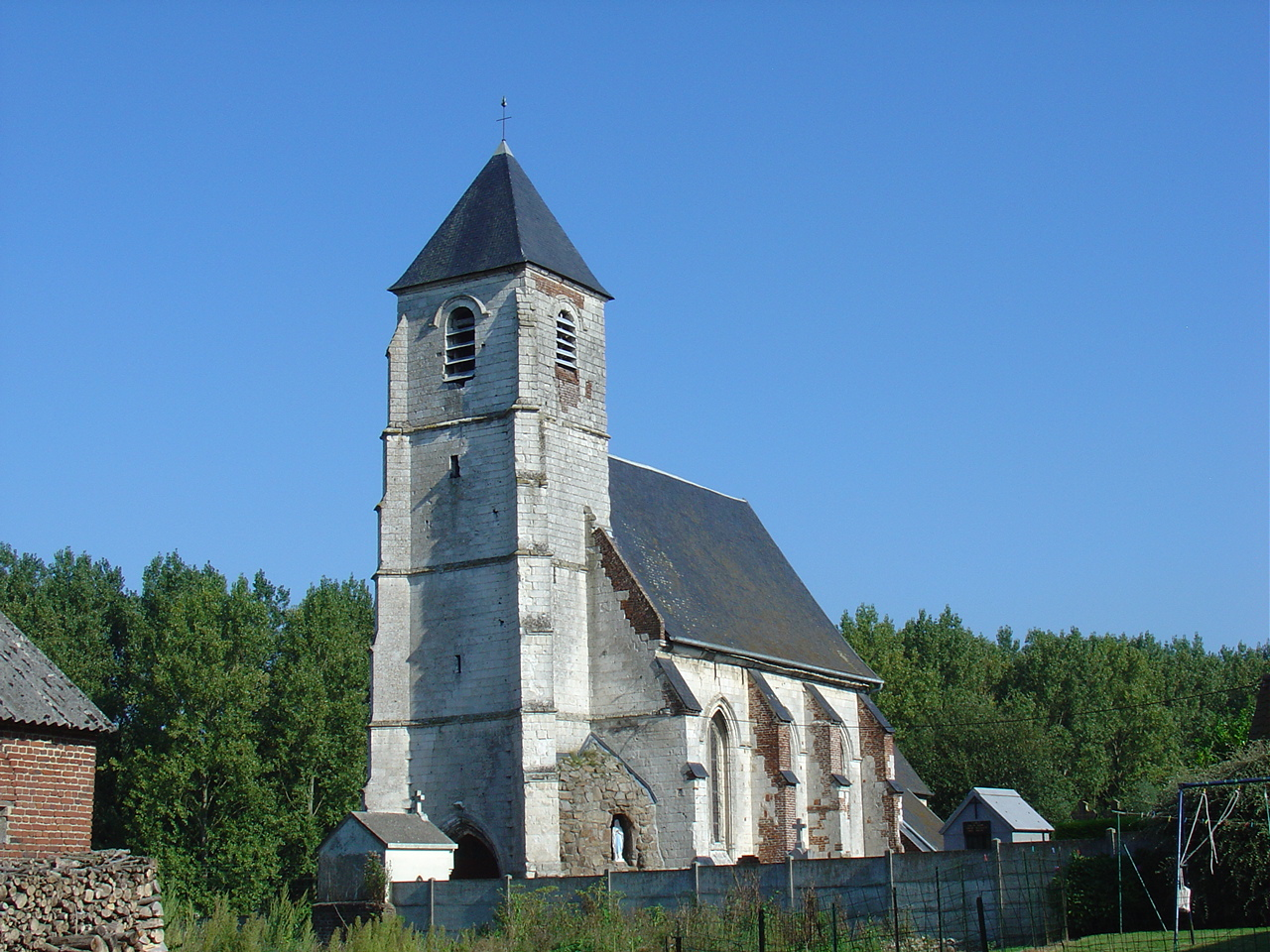
Kirche Saint-Martin